# الخصف
الخصف؛ وعاء سعفي يسمى أيضٍا الجراب والخصفة والظرف، ترتبط صناعته بمواسم معينة مثل: قبل عيدي الفطر والأضحى وقبل مواسم حصاد التمر.

## مواصفاته
يتسم الخصف بالمواصفات الآتية:
- يصنع من سعف النخيل المجدول.
- يكون بشكل المستطيل أو المربع.
- يكون مغلفًا من جميع الجهات ما عدا من الأعلى حيث يخاط بعد وضع الغرض المراد حفظه أو تخزينه أو طبخه.
- يستعمل لحفظ السمك المجفف أو لتخزين التمور والسكر الأحمر الجاف، كما يوضع بداخله لحم الشواء بعد تبزيره وقبل رميه في حفرة التنور.[3][4]

## وصلات خارجية
- "الشواء" وجبة تقليدية فريدة تتميز بها السفرة العمانية بين دول الخليج